# Tortue géante des Galápagos
Taxons concernés
- 10 des 14 espèces du genre Chelonoidis
- Chelonoidis abingdonii (Günther, 1877)
- Chelonoidis becki (Rothschild 1901)
- Chelonoidis chathamensis (Van Denburgh, 1907)
- Chelonoidis darwini (Van Denburgh, 1907)
- Chelonoidis duncanensis (Garman, 1996)
- Chelonoidis hoodensis (Van Denburgh, 1907)
- Chelonoidis nigra (Quoy & Gaimard, 1824)
- Chelonoidis phantastica (Van Denburgh, 1907)
- Chelonoidis porteri (Rothschild, 1903)
- Chelonoidis vicina (Günther, 1875)modifier

Les tortues géantes des Galápagos sont un complexe de dix espèces, si proches que certains les considèrent comme des sous-espèces d'une espèce unique Chelonoidis nigra au sens large. Elles constituent l'un des animaux les plus emblématiques de la faune des îles Galápagos : elles sont endémiques dans les neuf îles de l'archipel.
Cette tortue terrestre, plus communément appelée Galápago, mesure 1,2 m et pèse en moyenne autour de 220 kg, mais elle peut atteindre, suivant l'espèce, jusqu'à une masse record enregistrée de 422 kg. L'espérance de vie (ou longévité moyenne) d'une tortue sauvage est inconnue, mais on l'estime à 120 ans .

## Espèces concernées
Selon le TFTSG (27 juin 2011) :

Distribution géographique des tortues géantes des Galápagos.

- Chelonoidis abingdonii (Günther, 1877) - Tortue de Pinta dont l'espèce s'est éteinte le 24 juin 2012.
- Chelonoidis becki (Rothschild 1901) - Tortue du nord d'Isabela.
- Chelonoidis chathamensis (Van Denburgh, 1907) - Tortue de San Cristóbal.
- Chelonoidis darwini (Van Denburgh, 1907) - Tortue de Santiago.
- Chelonoidis duncanensis (Garman, 1996) - Tortue de Pinzón.
- Chelonoidis hoodensis (Van Denburgh, 1907) - Tortue de Española.
- Chelonoidis nigra (Quoy & Gaimard, 1824)- Tortue de Floreana - éteinte à l'état sauvage[5].
- Chelonoidis phantastica (Van Denburgh, 1907) - Tortue de Fernandina.
- Chelonoidis porteri (Rothschild, 1903) - Tortue de Santa Cruz.
- Chelonoidis vicina (Günther, 1875) - Tortue du sud d'Isabela.

Elles étaient classées dans le genre Geochelone, elles sont désormais classées dans Chelonoidis.

## Description

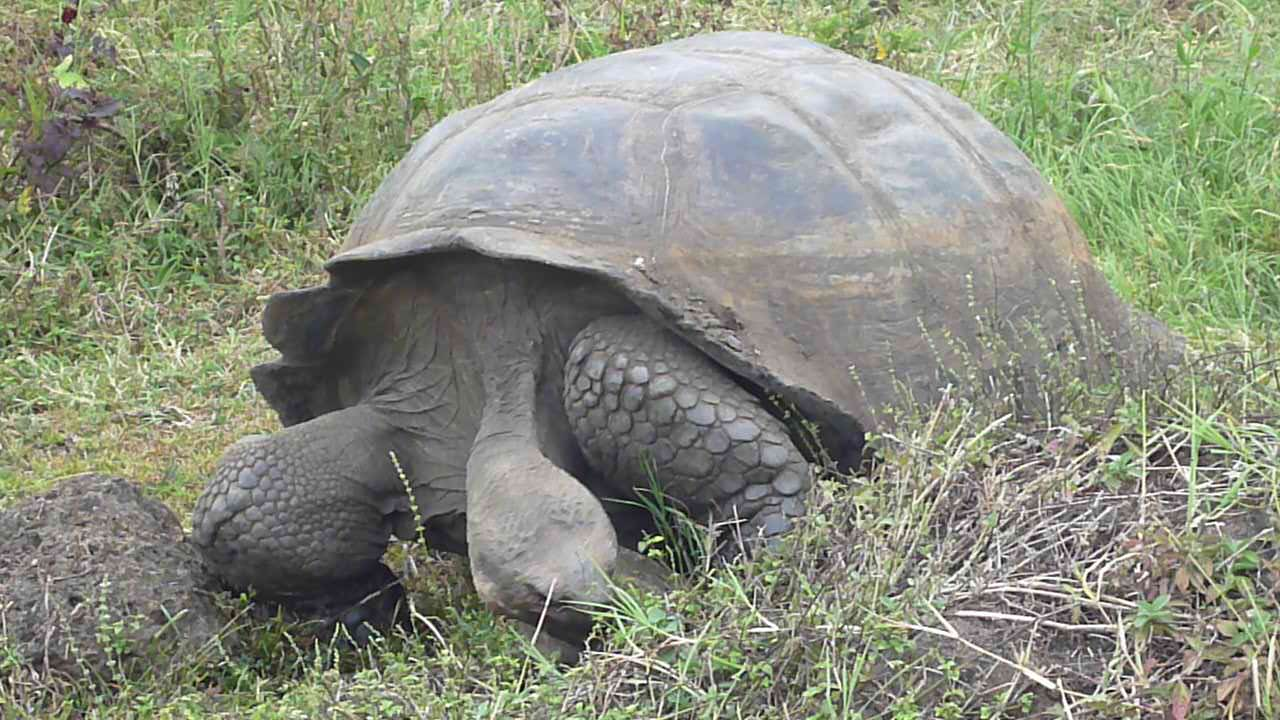
Tortue géante des Galápagos île Santa Cruz - îles Galápagos - Chelonoidis nigra.

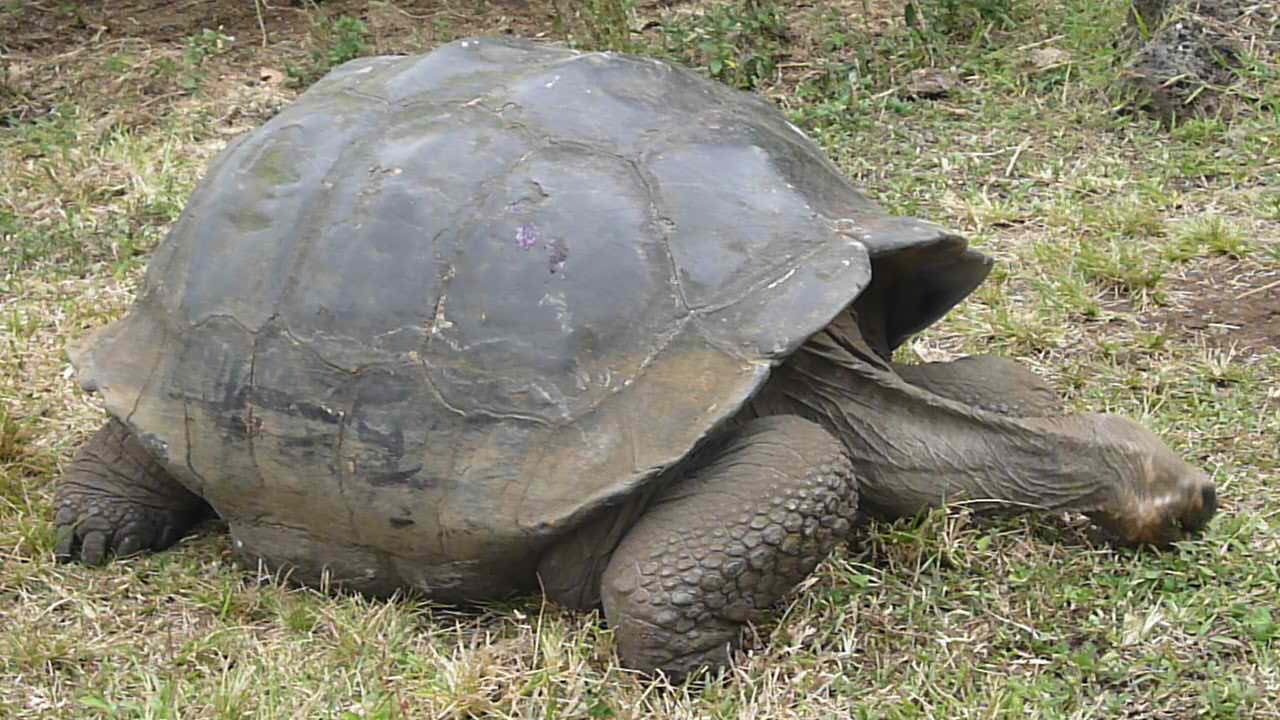
Tortue géante des Galápagos île Santa Cruz - îles Galápagos - Chelonoidis nigra.

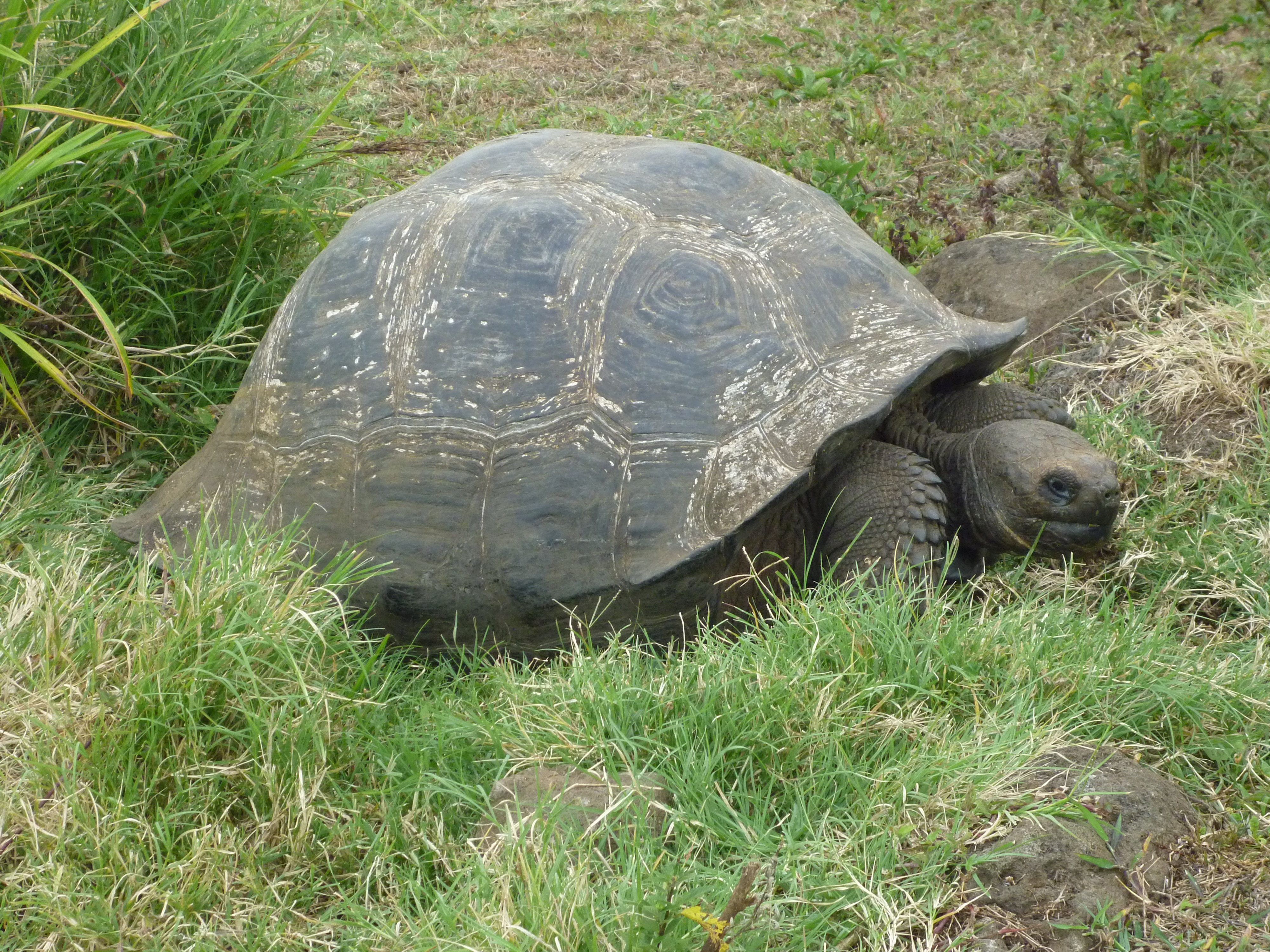
Tortue géante sur l'île Santa Cruz dans les îles Galápagos - Chelonoidis nigra.

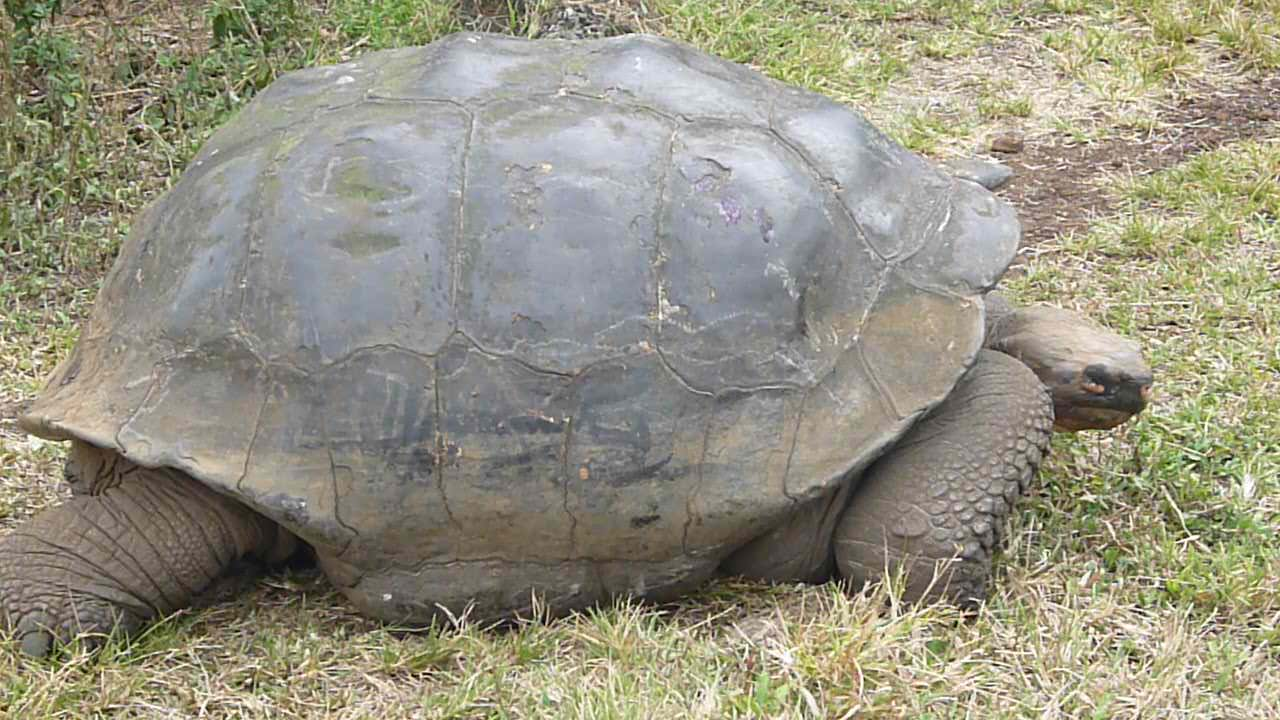
Tortue géante des Galápagos île Santa Cruz - îles Galápagos - Chelonoidis nigra.

Les tortues des Galápagos ont une carapace solide. Lorsque la tortue se sent menacée, elle peut rentrer le cou et la tête à l'intérieur de la carapace. Les tortues gardent leur motif dorsal formée par les écailles durant toute leur vie. Ces écailles ont des bandes annuelles de croissance mais celles-ci ne permettent pas d'estimer l'âge du sujet car les couches externes s'effacent au cours du temps. Les scientifiques ont défini dix espèces.
Les tortues se développent pendant environ 40 ans et jusqu'à ce qu'elles atteignent leur taille maximum qui, selon les espèces et le sexe, peut aller de 1,50 m à 2,20 m de long.
Le corps est massif et aplati latéralement, comme la queue. Quatre membres bien développés présentant des doigts longs, surtout aux membres postérieurs, munis de fortes griffes. Le dos et la face ventrale sont couverts de petites écailles, mais une série de grandes écailles rondes et plates est visible sous le tympan. Sous la gorge, un fanon gulaire peut se distendre. La coloration verte est intense chez le jeune, avec des bandes verticales plus sombres sur le corps et la queue chez l’adulte, tandis que la face ventrale est blanche ou grisâtre.
Comme pour les autres tortues terrestres, les mâles se reconnaissent par la forme concave de leur carapace ventrale ; ils sont aussi plus grands que les femelles. Le poids est d'environ 50 kg pour les femelles et va jusqu'à 250 kg pour les mâles. Les mâles possèdent aussi une plus longue queue. La crête dorsale, formée de fortes épines, surtout derrière la tête, est plus importante chez le mâle. Chez le mâle, les pores disposés en ligne sur la face inférieure des fémurs sont plus gros.
Sa tête et le diamètre du col sont plus grands que ceux de la Tortue géante des Seychelles. Les études génétiques ont montré que l'espèce la plus proche est la Chelonoidis chilensis d'Amérique du Sud, qui n'atteint que 32 cm. Les tortues géantes des Mascareignes (dont celle des Seychelles) sont ensuite les plus proches. Il existe deux théories pour expliquer cette proximité, l'une supposant que ces espèces sont indépendamment devenues géantes, la seconde que ces espèces dérivent d'une même espèce géante disparue.
La forme de la carapace et quelques autres caractéristiques physiques permettent de définir chacune des dix espèces qui habitent toutes un habitat spécifique. Par exemple, sur les plus grandes îles, montagneuses et humides, telles que Santa Cruz et Isabela sur lesquelles on trouve une végétation abondante, les tortues ont des carapaces avec un « dôme en arrière » ; ces animaux sont limités dans leur mouvements ascendants à cause du cou et des membres plus courts. Ce sont les plus lourdes et les plus grandes des espèces. La hauteur de la carapace fournit un espace de stockage de graisse.

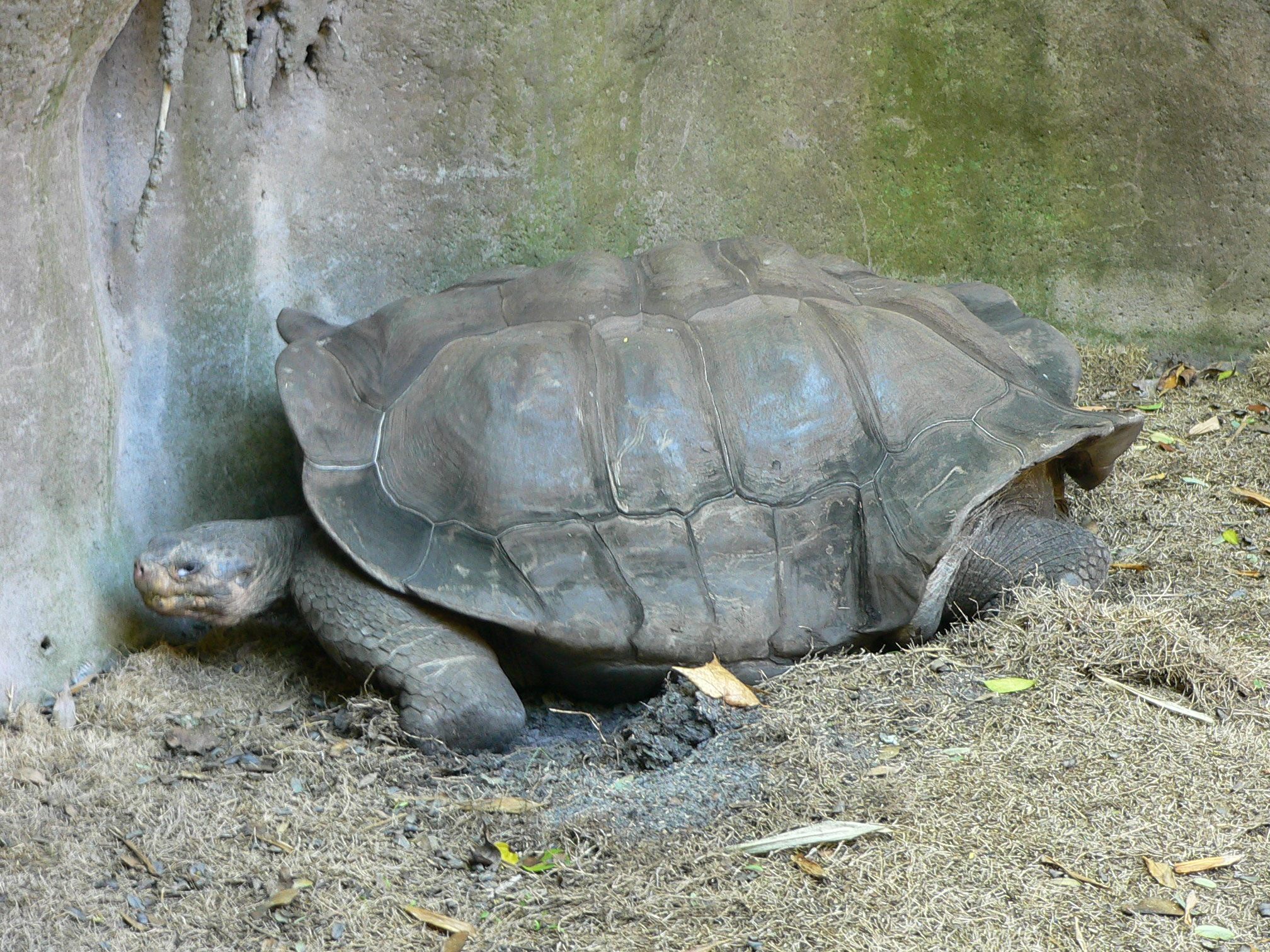
Espèce à carapace plate

Les îles plus petites et plus sèches telles Española et Pinta abritent des tortues avec des carapaces élevées en forme de « selle ». Cette carapace est élevée au niveau du cou, évasée ou retournée au-dessus des membres postérieurs. Les membres sont plus longs et plus minces. Ceci semble leur permettre de s'alimenter avec une végétation plus différenciée. Sur ces îles plus sèches, le cactus, Opuntia echios, qui est pour elle une source d'eau importante, a évolué pour devenir plus grand, démontrant ainsi la course aux armements évolutionnaires entre le cactus et les tortues. Ces tortues sont plus petites aussi : les femelles pèsent en moyenne 27 kg et les mâles 54 kg.
Il existe également plusieurs types intermédiaires avec certaines caractéristiques des deux types extrêmes. La population sur les côtes du Sierra Negra, l'un des volcans de l'île d'Isabela, est notable pour ses carapaces différentes et dites « tabulaires ». Il y a peu de variations de couleur (brun mat) des carapaces ou du cuir entre les différentes espèces.
Dans le passé, les zoos prenaient les animaux sans connaître leur île d'origine. Les zoos, en multipliant les programmes d'échange, ont permis à des tortues des différentes espèces de se croiser. Depuis, toutes les tortues des Galápagos des zoos sont des hybrides viables et fertiles qui ont perdu leur spécificité adaptative. Cela est un argument pour considérer qu'il s'agit de sous-espèces et non pas d'espèces différentes.
La recherche a prouvé qu'il y avait au minimum dix espèces dans les îles Galápagos, selon certains auteurs une quinzaine. Seules sept espèces existent toujours, dont deux sur l'île d'Isabela, et six sur Santiago, Santa Cruz, San Cristóbal, Pinzón, Española. Le dernier spécimen de l'espèce de Pinta, la tortue Georges le solitaire, est mort le 24 juin 2012.
Des restes de tortue ont été trouvés sur les îles de Rábida et de Santa Fe et ont été considérés comme de nouveaux taxons, mais ils sont regardés maintenant comme douteux car pouvant avoir été introduits par des humains, les tortues étant utilisées comme réservoirs de nourriture par les marins.

## Comportement

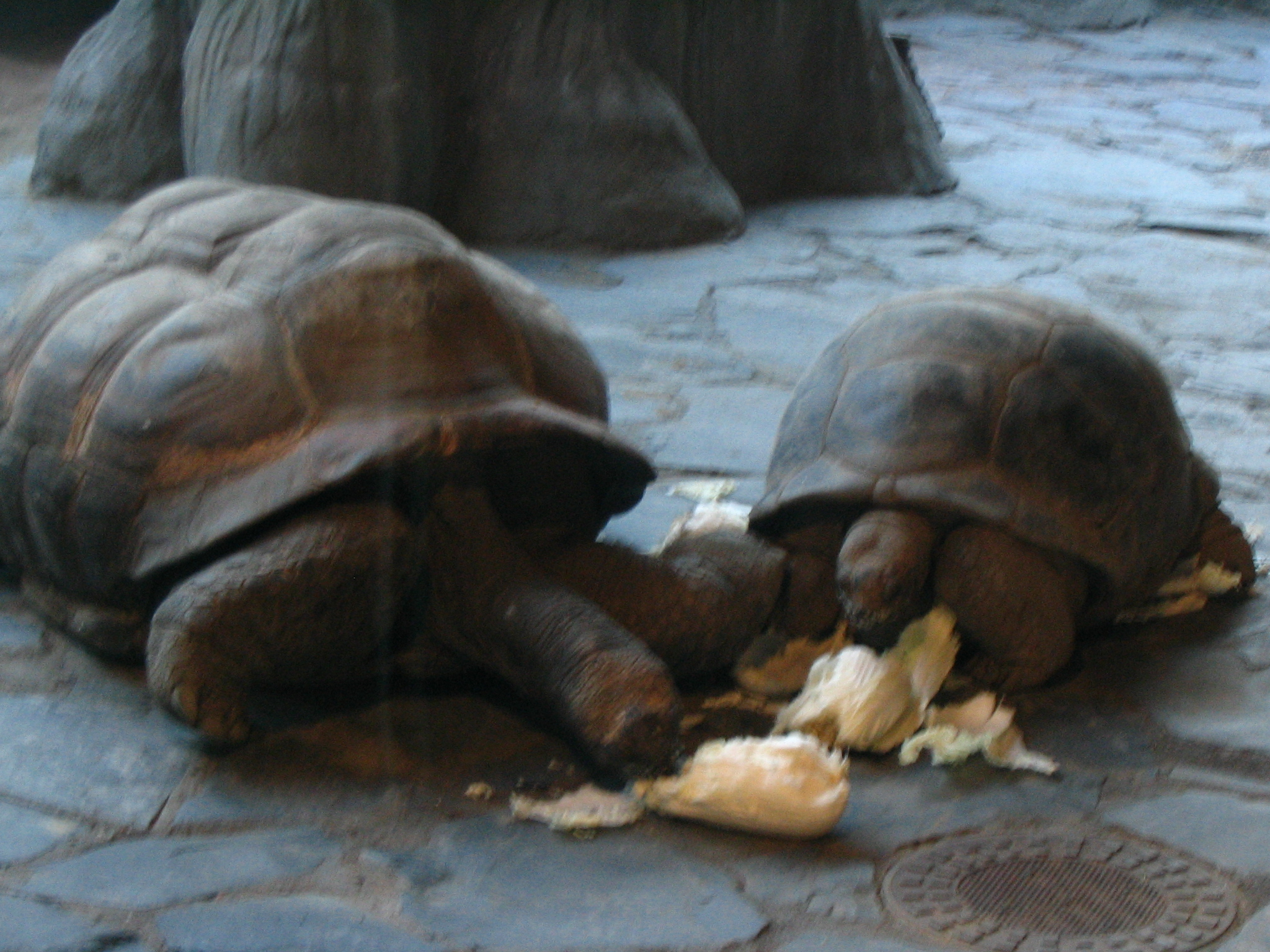
Tortues mangeant au zoo de Prague.

Cette tortue est herbivore et frugivore. Dépourvue de dents, elle possède un bec tranchant qui lui permet de couper les végétaux et les fruits. L'herbe fraîche compose principalement son régime alimentaire, mais elle consomme aussi, entre autres, les fruits de Hippomane mancinella, très toxiques pour l'homme, ceux de Psidium galapageium qui est une goyave endémique, Azolla microphylla qui est une fougère d'eau, Tillandsia insularis, des lichens.
Les tortues étudiées dans la réserve de Santa Cruz mangent plus de cinquante espèces différentes. Dans les secteurs plus secs, les garnitures et les fruits tombés de cactus d'opuntia sont un élément important du régime des tortues. Les tortues des Galápagos mangent tant que la quantité de nourriture est disponible, aux dépens même d'une digestion inachevée.
Elles peuvent passer de longues périodes sans boire réellement, en puisant l'eau dans leur nourriture (sève) et en utilisant la rosée. Elles peuvent aussi décomposer leur graisse pour produire l'eau. Elles aiment cependant boire et boivent beaucoup lorsqu'elle en ont l'occasion.
Les tortues sont lentes, leur vitesse de déplacement moyenne est de 300 m/h. Elles peuvent cependant se déplacer à une vitesse plus importante lorsque le besoin s'en fait sentir (eau, ponte...), on a observé des déplacements de plus de 12 km en deux ou trois jours.
Sur les îles plus humides, les tortues émigrent après la saison des pluies sur les plaines herbeuses à pentes douces, au bas des montagnes, et remontent à la saison sèche, dans les prés d'altitude où les précipitations sont alors plus abondantes et maintiennent l'herbe verte. Sur ces îles, les tortues semblent être grégaires et sont regroupées en grands « troupeaux ».
Animaux dits « à sang froid », les tortues se chauffent au soleil pendant deux heures après l'aube, absorbant l'énergie par leur carapace. Elles ne sont actives que pendant huit à neuf heures par jour. Sur le volcan d'Alcedo, où elles sont nombreuses, durant la saison des pluies, la plupart des tortues se submergent partiellement dans des étangs ou dans des trous d'eau et de boue creusés, en ne laissant dépasser que leur tête. L'utilisation répétée des mêmes emplacements forme de nombreux trous sableux caractéristiques. Elles peuvent dormir pendant environ seize heures dans ces bains de boue, qui les aident à maintenir leur chaleur corporelle (thermorégulation), ce qui facilite probablement leur digestion. Mais ces bains sont aussi une protection contre des parasites tels que des moustiques et des tiques.
Les tortues sont un exemple classique des rapports symbiotiques mutualistes avec certaines espèces de pinsons des Galápagos. Les pinsons se présentent devant la tortue, qui allonge alors le cou pour que l'oiseau puisse accéder aux tiques. D'autres oiseaux utilisent également les tortues comme plate-forme d'observation.

## Reproduction et développement
La reproduction n'est pas cantonnée à une période précise, mais on distingue cependant des crêtes saisonnières habituellement entre janvier et août. La tortue mâle beugle bruyamment et pendille la tête pour attirer les femelles pendant des heures. Quand deux mâles s'affrontent pour une femelle, ils se soulèvent sur leurs jambes et s'étirent vers le haut en allongeant le cou. Le mâle le plus petit laissera sa place au plus grand auprès de la femelle. Dans les groupes de tortues ayant des formes de carapace différentes, les mâles ayant une carapace en forme de selle sont avantagés sur les autres. Le perdant quitte la zone, laissant le mâle vainqueur qui immobilise la femelle. L'accouplement est rapide.
Après l'accouplement, les femelles migrent, entre juin et décembre, dans des secteurs secs et sablonneux, le plus souvent près des côtes, pour pouvoir pondre. Le trou d'une trentaine de centimètres est creusé à l'aide des pattes arrière, parfois en plusieurs jours d'efforts. La femelle y dépose de deux à seize œufs (suivant l'espèce) à coquille dure de la taille d'une balle de tennis. Elle cimente ensuite le trou avec une boue de terre et d'urine et laisse les œufs incuber. Les jeunes émergent du nid 120 à 240 jours plus tard (entre décembre et avril), peuvent peser de 80 g à 150 g et mesurer 60 mm, 70 cm à 18 mois, 1,15 m et 2 kg à trois ans. La température d'incubation, comme pour de nombreuses autres espèces de reptiles, détermine le sexe de l'embryon, les basses températures produisant les mâles et les hautes les femelles. Après l'éclosion les petits peuvent mettre plus d'un mois pour sortir du nid. Les buses des Galápagos sont alors les seuls prédateurs autochtones des tortues.
Elles demeurent près des points d'eau trois ou quatre jours, profitant de l'eau et de l'abondante végétation.
Le sexe peut être déterminé quand la tortue a une quinzaine d'années et la maturité sexuelle est atteinte entre 20 et 25 ans.
La capacité de reproduction est très étalée dans le temps. Le zoo de Philadelphie annonce en 2025 qu'un couple âgé de plus de 90 ans a donné naissance à des petits'. 

## Impacts de l'homme
Les îles Galápagos sont situées à l'ouest de l'Équateur en Amérique du Sud.
La population des tortues des Galápagos était estimée à 250 000 spécimens avant que les îles ne soient découvertes en 1535 par un bateau espagnol après une navigation houleuse en provenance de Panama et pour le Pérou. Toutes les îles de l'archipel possédaient des tortues à leur découverte. Aujourd'hui environ 15 000 spécimens seulement survivent, principalement en raison des prises effectuées par les baleiniers et les pirates qui les utilisaient comme réserve de viande fraîche au XVIIIe siècle et XIXe siècle. Immobilisée en la retournant, la tortue vivait plusieurs mois sans eau ni nourriture. Leur urine diluée a pu également être employée en tant qu'eau potable[réf. nécessaire]. En outre, l'introduction d'espèces d'origine étrangère telles que des chèvres sur quelques îles a eu pour résultat la destruction de la végétation qui compose le régime alimentaire des tortues, avec pour conséquence la chute de la population.
Toutefois, les stocks sont distribués très différemment selon les différentes espèces. Les plus nombreuses sont les Chelonoidis vicina, Chelonoidis porteri et Chelonoidis becki avec plus de 1 000 adultes. Les tortues sont inscrites à l'annexe A de la Convention sur le commerce international des espèces de faune et de flore sauvages menacées d'extinction. La fondation Charles Darwin a, depuis 1960, sauvé plus de 2 500 jeunes animaux. Elle lutte aussi contre les espèces introduites qui pillent les nids et détruisent la faune comme les rats, les porcs, les chèvres.
En 2007, cent tortues géantes d’Española ont été capturées, équipées de micro-puces et transférées sur l’île volcanique de Pinta. Interdite d’accès aux visiteurs, Pinta a été débarrassée de ses chèvres pour permettre cette opération inédite de conservation « par substitution de taxon ».
La durée de vie n'est souvent seulement que d'une dizaine d'années en captivité.

## Tortues célèbres

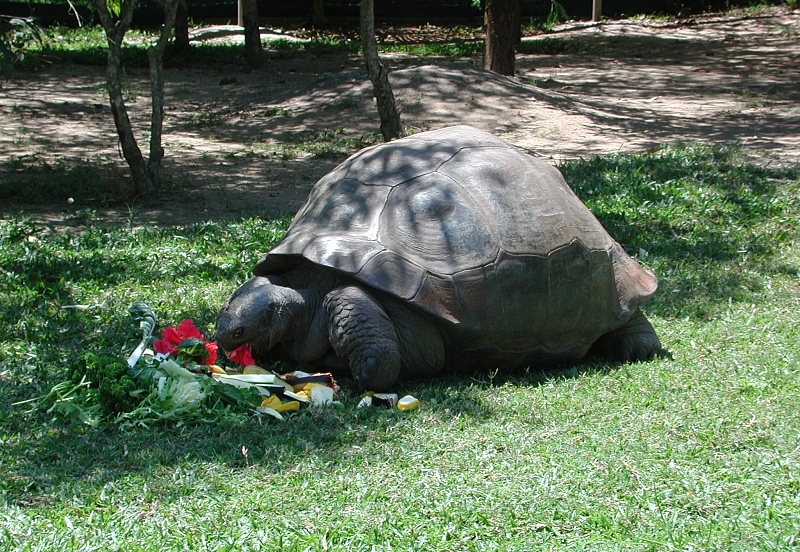
Harriet

Le spécimen vivant connu le plus âgé était Harriet la tortue, une tortue femelle qui fut amenée dans un zoo du Queensland en Australie, un spécimen peut-être connu de Charles Darwin. Harriet est morte le 23 juin 2006, âgée de 176 ans. Sa date de naissance estimée est 1830, et elle était censée être l'animal vivant le plus ancien dans le monde après la mort d'Adwaita, une tortue géante des Seychelles.
Georges le solitaire était réputé la dernière tortue de l'espèce Chelonoidis abingdonii de l'île de Pinta. Découvert en 1971, George a été placé en zoo où les chercheurs ont tenté sans succès de le faire se reproduire avec l’une des sept autres espèces de tortues géantes de l’archipel. Malheureusement, George est mort le 24 juin 2012 sans laisser de descendance. En novembre 2012, la direction du parc national des Galápagos affirme que 17 spécimens abingdonii ont été observés sur les flancs d'un volcan de l'île Isabela, mais ces spécimens sont malheureusement identifiés comme des hybrides, ne possédant que 50 % de gènes de Chelonoidis abingdonii.
Le zoo du Caire a honoré l'un de ses plus vieux pensionnaires, une tortue des Galápagos, âgée selon ses estimations de 260 ans le 21 août 2002.
Le Tropiquarium de Servion a vu naître le 1er mai 2022 la toute première tortue géante des Galápagos albinos.

## Sources
- Gilbert Matz et Maurice Vanderhaege, Guide du Terrarium, Delachaux & Niestlé, 1978 (OCLC 25561700)
- (en) Paul Chambers, A Sheltered Life : The Unexpected History of the Giant Tortoise, Londres, John Murray, 2004, 306 p. (ISBN 0-7195-6528-6)
- (es) Carrillo, E., S. Alda, M. Altamirano, F. Ayala, D. Cisneros, A. Endara, C. Márquez, M. Morales, F. Nogales, P. Salvador, M. de L. Torres, J. Valencia, F. Villamaría, M. Yánez, and P. Zárate. 2005. Lista Roja de los Reptiles del Ecuador. Fundación Novum Milenium, UICN-Sur, UICN - Comité Ecuatoriano, Ministerio de Educación y Cultura, Quito, Ecuador.
- (en) Pritchard P. C. H., 1996: The Galapagos Tortoises: Nomenclatural und Survival Status, Chelonian Research Monograph No. 1 Chelonian Research Foundation, Leominster, USA.
- (de) Ebersbach K., 2001 : Zur Biologie und Haltung der Aldabra-Riesenschildkröte (Geochelone gigantea) und der Galapagos-Riesenschildkröte (Geochelone elephantopus) in menschlicher Obhut unter besonderer Berücksichtigung der Fortpflanzung, Dissertation, Tierärztliche Hochschule Hannover texte complet.
- (en) Schramm B. 1999. Steroid cycles in plasma and feces and ultrasound scanning of reproductive structures in the Galapagos tortoises, Geochelone nigra. Doctorat de la faculté de mathématique et sciences naturelles de l'Université de Zurich.
- (de) Gisler R. 2002. Verdauungsphysiologische Untersuchungen bei Galapagos-Riesenschildkröten (Geochelone nigra). Doctorat de la faculté de medicine vétérinaire de l'Université de Zurich.
- Karina Zambrano Mendoza Docteur en français.